# Mord i centrum
Mord i centrum (originaltitel Bodies of evidence) är en amerikansk polisserie från 1992–1993, inspelad i två säsonger om åtta avsnitt vardera. I de bärande rollerna ses Lee Horsley och George Clooney.